# Eredivisie (mannenhandbal) 1981/82
De Eredvisie is de hoogste afdeling van het Nederlandse handbal bij de heren op landelijk niveau. In het seizoen 1981/1982 werd Vlug en Lenig voor het eerst landskampioen. AHC '31 en PSV degradeerden naar de Eerste divisie.

## Opzet
De twaalf teams spelen in competitieverband tweemaal tegen elkaar. De nummer één mag zich landskampioen van Nederland noemen, de nummers elf en twaalf degraderen naar de eerste divisie.

## Teams
| Club                       | Plaats     | Provincie     | Trainer         | Hal                     |
| -------------------------- | ---------- | ------------- | --------------- | ----------------------- |
| AHC '31                    | Amsterdam  | Noord-Holland | Harry Schipper  | Sporthallen Zuid        |
| Attila                     | Utrecht    | Utrecht       | Geurt van Thuyl | Sporthal Catharijne     |
| NCR/Blauw-Wit              | Neerbeek   | Limburg       | Piet Kivit      | De Haamen               |
| Bondsspaarbank/De Gazellen | Doetinchem | Gelderland    | Paul Schuurkes  | Rozegaarde              |
| van Eijmeren/Hermes        | Den Haag   | Zuid-Holland  | Jan Alma        | Sporthal Vliegermolen   |
| PSV                        | Eindhoven  | Noord-Brabant | Noud van Dal    | Sporthal Eckart         |
| Van der Voort/Quintus      | Kwintsheul | Zuid-Holland  | Wim de Bakker   | Van der Voorthal        |
| Sittardia                  | Sittard    | Limburg       | Guus Cantelberg | Stadssporthal           |
| Enzico/Swift               | Roermond   | Limburg       | Peter Hermans   | Sporthal Koninginnelaan |
| Vlug en Lenig              | Geleen     | Limburg       | Pim Rietbroek   | Sporthal Groenstraat    |

## Stand
| Pos | Club                       | Wed | W  | G | V  | Ptn | DV  | DT  | +/− | Opmerking                                             |
| --- | -------------------------- | --- | -- | - | -- | --- | --- | --- | --- | ----------------------------------------------------- |
| 1   | Vlug en Lenig              | 18  | 14 | 2 | 2  | 30  | 328 | 265 | +63 | Landskampioen, gekwalificeerd voor de Europa Cup      |
| 2   | NCR/Blauw-Wit              | 18  | 9  | 4 | 5  | 22  | 309 | 260 | +49 | Gekwalificeerd voor de IHF Cup                        |
| 3   | van Eijmeren/Hermes        | 18  | 9  | 4 | 5  | 22  | 309 | 273 | +36 |                                                       |
| 4   | Bondsspaarbank/De Gazellen | 18  | 7  | 6 | 5  | 20  | 320 | 312 | +8  | Bekerwinnaar, gekwalificeerd voor de Cup Winners’ Cup |
| 5   | Sittardia                  | 18  | 9  | 2 | 7  | 20  | 283 | 286 | −3  |                                                       |
| 6   | Van der Voort/Quintus      | 18  | 6  | 5 | 7  | 17  | 284 | 290 | −6  |                                                       |
| 7   | Enzico/Swift               | 18  | 7  | 2 | 9  | 16  | 288 | 315 | −27 |                                                       |
| 8   | Attila                     | 18  | 7  | 1 | 10 | 15  | 314 | 351 | −37 |                                                       |
| 9   | PSV                        | 18  | 3  | 3 | 12 | 9   | 314 | 363 | −49 | Degradatie naar eerste divisie                        |
| 10  | AHC '31                    | 18  | 2  | 3 | 13 | 7   | 282 | 328 | −46 | Degradatie naar eerste divisie                        |

## Handballer van het jaar
| Pos | Naam            | Club                | Ptn |
| --- | --------------- | ------------------- | --- |
| 1   | Wil Jacobs      | Vlug en Lenig       | 66  |
| 2   | René Kivit      | NCR/Blauw-Wit       | 10  |
| 3   | Lambert Schuurs | Sittardia           | 4   |
| 3   | Ron de Jonge    | van Eijmeren/Hermes | 4   |